# Conus bartschi
Conus bartschi е вид охлюв от семейство Conidae. Видът не е застрашен от изчезване.

## Разпространение и местообитание
Разпространен е в Гватемала, Еквадор (Галапагоски острови), Колумбия, Коста Рика, Мексико (Гереро, Долна Калифорния, Колима, Мичоакан, Наярит, Оахака, Синалоа, Сонора, Халиско и Чиапас), Никарагуа, Панама, Салвадор и Хондурас.
Обитава пясъчните и скалисти дъна на морета.